# Andrzej Płochocki
Andrzej Płochocki (ur. 1958 w Gorzowie Wielkopolskim) – polski artysta fotograf. Członek rzeczywisty i Artysta Fotoklubu Rzeczypospolitej Polskiej (AFRP). Członek Okręgu Dolnośląskiego Związku Polskich Artystów Fotografików. Członek Gorzowskiego Towarzystwa Fotograficznego. Członek Stowarzyszenia Marynistów Polskich. Członek założyciel Stowarzyszenia Fotograficznego w Bytomiu. Członek Jurajskiej Grupy Fotograficznej Oko. Członek Ogólnopolskiej Fotograficznej Grupy Twórczej Art Fokus13.

## Życiorys
Andrzej Płochocki związany z ogólnopolskim oraz górnośląskim środowiskiem fotograficznym - mieszka, pracuje, tworzy w Bytomiu. Miejsce szczególne w jego twórczości zajmuje fotografia architektury, fotografia koncertowa, fotografia pejzażowa, fotografia portretowa oraz fotografia socjologiczna. Związany z fotografią artystyczną od czasów nauki w szkole średniej - po raz pierwszy zaprezentował swoje fotografie na wystawie indywidualnej Nasz dzień powszedni. W 2006 roku wspólnie z Jerzym Pietrzakiem był współtwórcą Stowarzyszenia Fotograficznego w Bytomiu. Aktywnie uczestniczył w pracy artystycznej stowarzyszeń fotograficznych - m.in. Stowarzyszenia Fotograficznego w Bytomiu, Jurajskiej Grupy Fotograficznej Oko, Ogólnopolskiej Fotograficznej Grupy Twórczej Art Fokus13. 
Andrzej Płochocki jest autorem oraz współautorem wielu wystaw fotograficznych; indywidualnych, zbiorowych oraz poplenerowych. W 2013 roku został przyjęty w poczet członków Fotoklubu Rzeczypospolitej Polskiej Stowarzyszenia Twórców. Decyzją Komisji Kwalifikacji Zawodowych Fotoklubu RP, otrzymał dyplom potwierdzający kwalifikacje do wykonywania zawodu artysty fotografa, fotografika (legitymacja nr 351). W 2024 został przyjęty w poczet członków rzeczywistych  Okręgu Dolnośląskiego Związku Polskich Artystów Fotografików. 
Prace Andrzeja Płochockiego zaprezentowano w Almanachu (1995–2017), wydanym przez Fotoklub Rzeczypospolitej Polskiej Stowarzyszenie Twórców, w 2017 roku. W 2018 roku został uhonorowany Medalem „Za Zasługi dla Fotografii Polskiej” – odznaczeniem przyznawanym przez Kapitułę Fotoklubu Rzeczypospolitej Polskiej Stowarzyszenia Twórców – w 100. rocznicę odzyskania przez Polskę niepodległości.

## Odznaczenia
- Medal „Za Zasługi dla Fotografii Polskiej” (2018)[15]

## Wybrane wystawy indywidualne
- Portret zwyczajnie – niezwyczajnie
- Architektura blisko, coraz bliżej...[3][16]
- Dni pary
- Szlakiem techniki
- Nasz chleb powszedni
- ...przy pracy
- Impresje zimowe – z cyklu Cztery pory roku
- W cieniu drzew
- Z muzyką w tle
- Jej portret
- Chełmno – perła architektury
- ...mój Toruń
- – perła architektury
- Semper feminis – Galeria Fotografii Szkoła Filmowa im. Krzysztofa Kieślowskiego (Katowice 2024)[17]

Źródło